# Otago Museum
Az  Otago Museum az új-zélandi Otago régió fővárosának, Dunedinnek és az ország déli részének legnagyobb múzeuma. A város középpontjától másfél kilométerre helyezkedik el a Dunedin North nevű városrészben. Épülete csatlakozik a University of Otago campusához, amivel története is összefonódik. Évente mintegy 480 000 látogató tekinti meg főleg történelmi és természettudományos tárgyú gyűjteményét, ami a legnagyobbak közé tartozik az országban. A környező történelmi táj, Otago emlékeit bemutató állandó kiállításai mellett rendszeresen mutat be időszaki kiállításokat is. A múzeumon belül nagy, interaktív tudományos központ is van, aminek érdekessége egy trópusi esőerdő rekonstrukciója élő lepkék populációjával.

## Története
Az új-zélandi, közelebbről otagói aranyláz idején, az 1860-as években Dunedin városa nagy fellendülésen ment keresztül. 1865-ben nagyszabású országos, elsősorban kereskedelmi-gazdasági jellegű kiállítást szerveztek a városban. Itt mutatták be James Hector tartományi geológus 5000 darabos kőzet- és ásványgyűjteményét is. A kiállítás anyagának nagy részét az 1868-ban, a tőzsde épületében megnyitott Otago Museum örökölte. A gyűjtemény növekedésnek indult, és hamarosan nyilvánvalóvá vált, hogy elhelyezésére önálló, a célnak megfelelő épületre van szükség. 1874 decemberében el is helyezték az új épület alapjait a múzeum mai helyén, a Great King Streeten. Az új múzeum 1877 augusztusában nyílt meg. Ez az épület ma is a múzeum része, de a főbejárat már az új szárny felől van.

### Kőzetminták a múzeumban

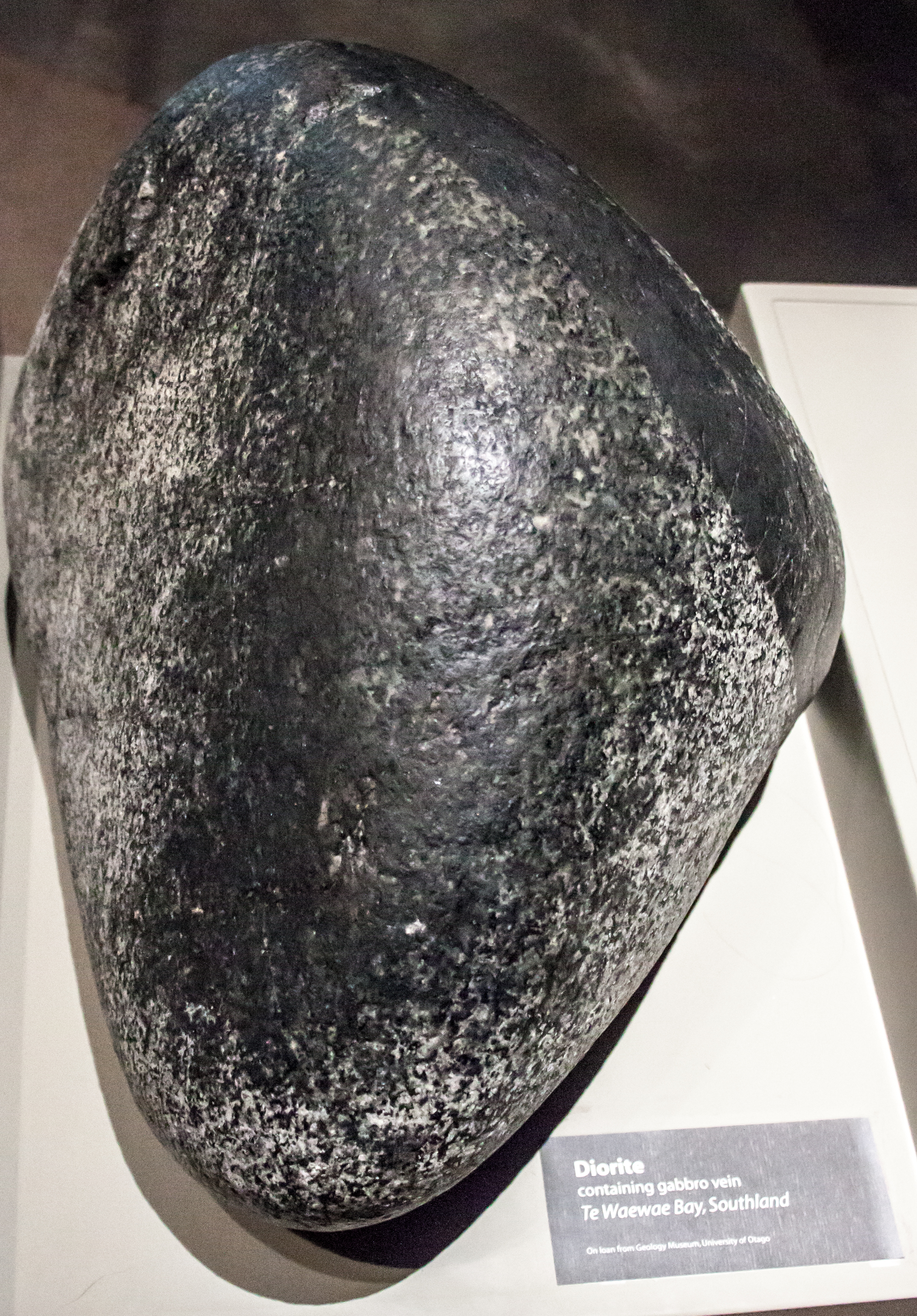
Diorit gabbró érrel
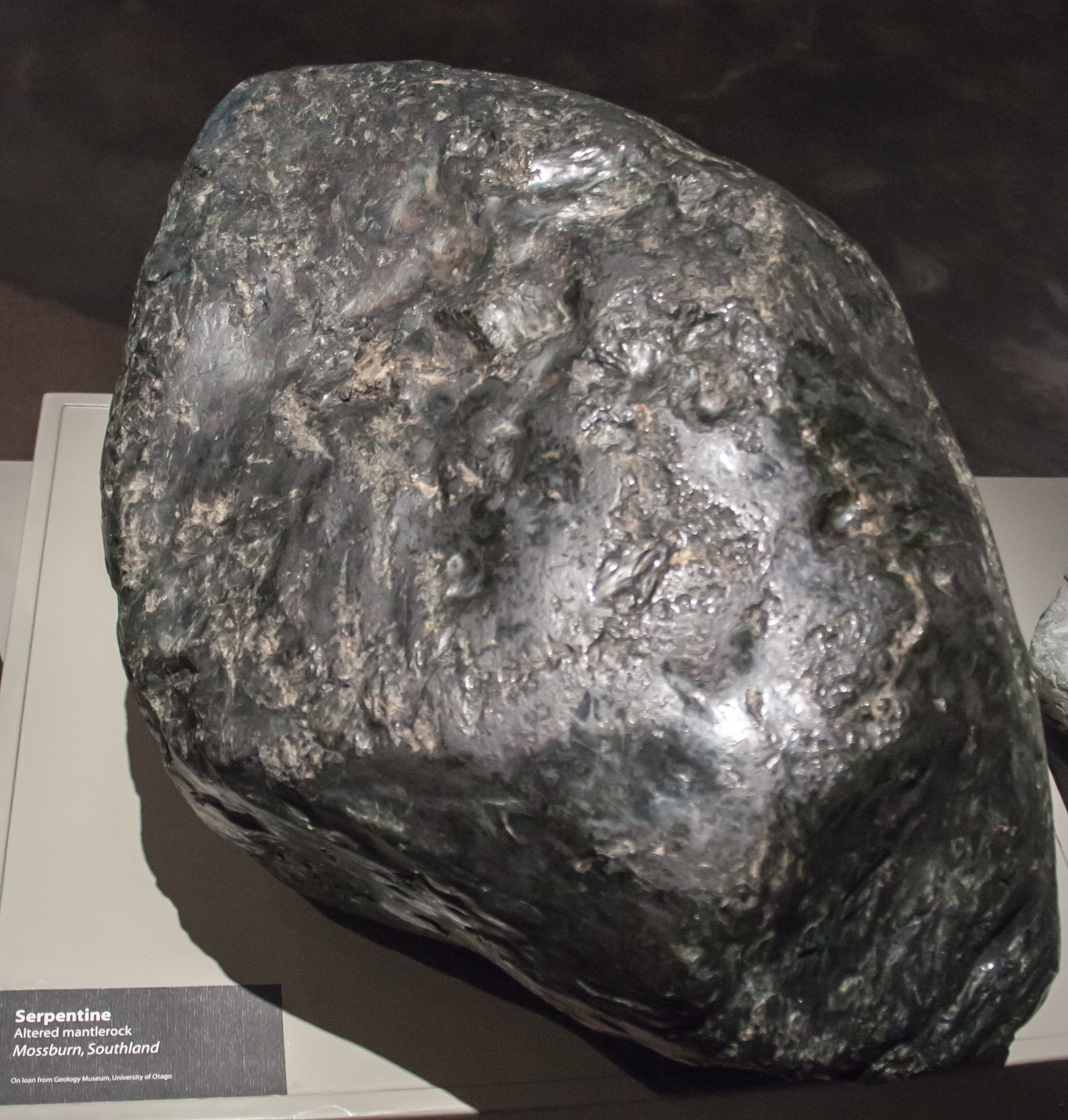
Szerpentinit, módosult köpenyanyag
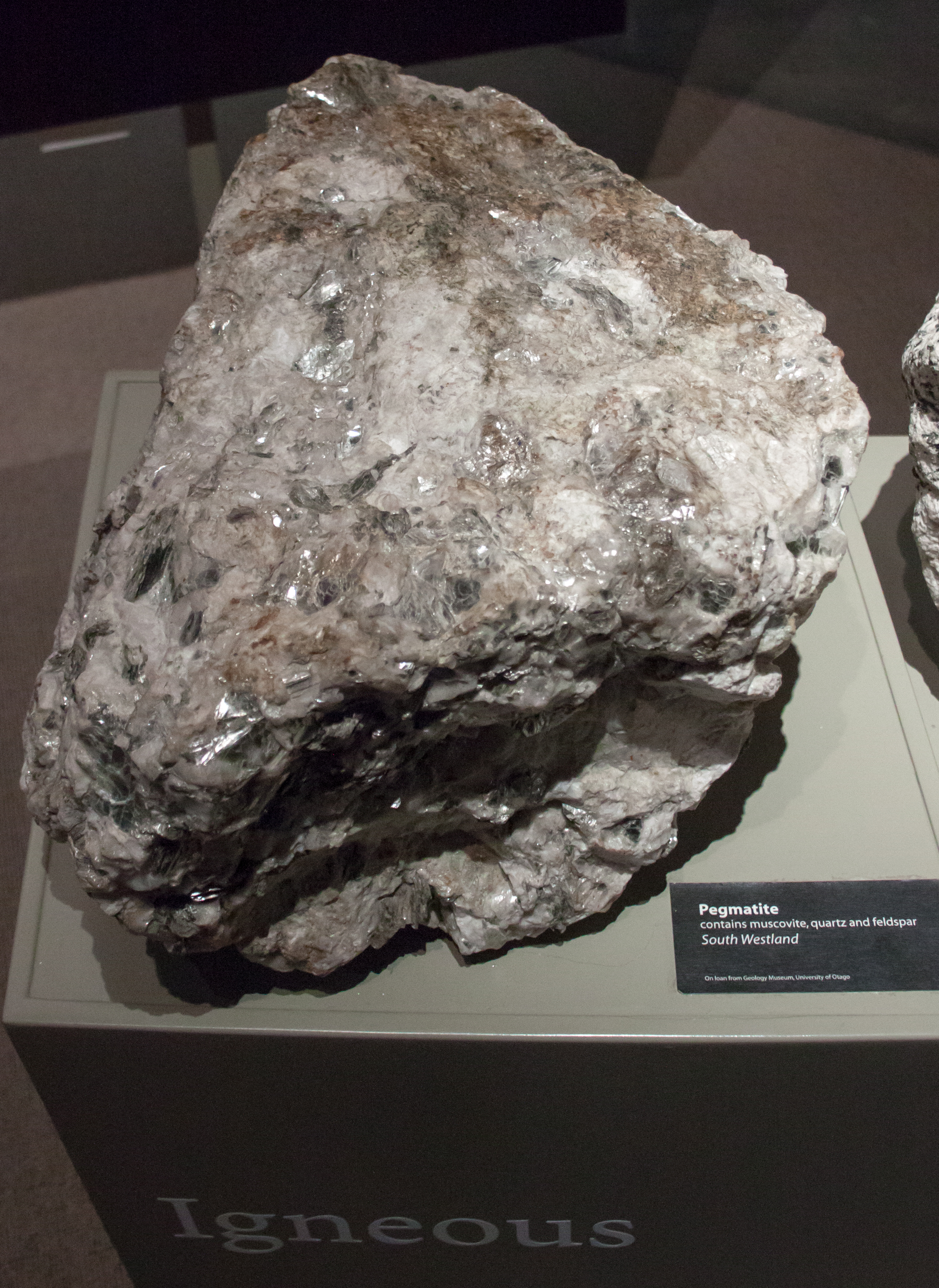
Pegmatit muszkovit, kvarc, földpát tartalommal
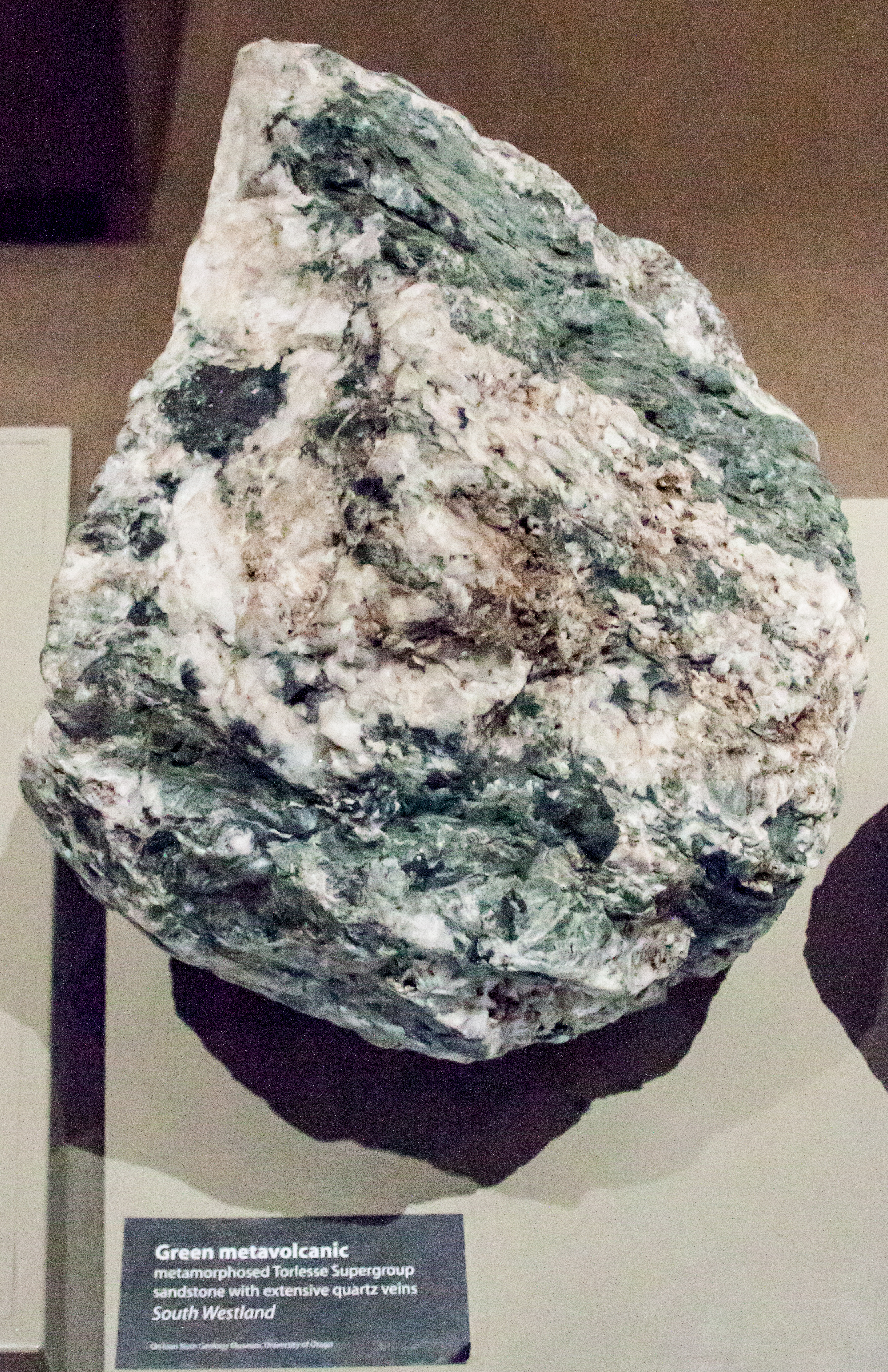
Zöld metavulkanikus átalakult homokkő kvarc erekkel

A múzeum igazgatását 1877-ben a University of Otago vette át, és ez a megoldás egészen 1955-ig érvényben volt, amikor is a múzeum irányítására önálló alapítványt hoztak létre. A múzeum és az egyetem csaknem 80 éves együttműködése során a múzeumi részleg elsősorban a geológiai, bányászati, zoológiai, botanikai és antropológiai oktatásban vett részt, mint nagy tekintélyű oktató múzeum.
Az eredeti épület első bővítésére 1910-ben került sor, amikor Dr Thomas Morland Hocken magángyűjtő könyv- és kéziratgyűjteményének, valamint maori kézműves tárgyakból álló kollekciójának elhelyezésére felépült a Hocken-szárny. 1930-ban Willi Fels adományaiból épült még egy új szárny. Egészen 1931-ig az épületben nem volt áram, sem fűtés, sem világítás, csak természetes fénynél lehetett dolgozni, illetve a múzeumot megtekinteni.
Az 1955-ben önállóvá vált múzeum tovább bővült 1963-ban, amikor megépült a Centennial Wing a csendes-óceáni és természetrajzi gyűjtemények elhelyezésére. 1991-ben nyílt meg a Discovery World, az első új-zélandi interaktív tudományos központ. 1996-ban és 2002-ben további új részlegek nyíltak meg, létrejött egy nagy, összekötő átrium a különböző épületrészek között, megnyílt egy kis színházterem, egy kutatóközpont valamint modern raktárhelyiségek. Az új fejlesztés csúcspontja az 1200 négyzetméteres Southern Land, Southern People galéria megnyitása volt.

### A múzeum vezetői
A múzeum kurátorai, azaz igazgatói, a kezdetektől fogva a fiatal ország kiemelkedő tudományos tekintélyei voltak. 1873-tól a még épülő múzeum első vezetője Frederick Wollaston Hutton lett, aki korábban Otago tartomány főgeológusa volt. Rendkívül sokat tett a múzeum létrehozása, tevékenységének megindítása érdekében. Modern szemlélete miatt azonban  – például bevezette a múzeum vasárnapi nyitvatartását –, hamarosan összeütközésbe került az egyetem vezetőivel, ezért már 1879-ben távoznia kellett.
Utódja, Thomas Jeffery Parker Új-Zéland egyik kiemelkedő biológusa volt. 1880-tól 1897-ig tartó kurátorsága alatt darwini elvek alapján szervezte meg a múzeum természettudományos részlegét. Ő állított fel sokat a múzeum számos állati csontváza közül, némelyik ma is őrzi a kifogástalan kézírásával írt címkét. Az ő ideje alatt indult a múzeum embertani gyűjteménye, mégpedig egy egyiptomi múmia bemutatásával, amit Bendix Hallenstein, a múzeum egyik korai pártfogója adományozott.
1897 és 1937 között William Benham professzor vezette az intézményt, aki emellett az egyetem biológiai tanszékvezetője is volt, zoológiát, botanikát és paleontológiát tanított.
A múzeum első új-zélandi születésű kurátora Henry Devenish Skinner volt 1937 és 1957 között. Őt tekintik az új-zélandi, sőt sokan a csendes-óceáni antropológia atyjának. Már 1919-ben, a déli féltekén elsőként, az otagói egyetem kinevezett antropológia-tanára volt. Már 1926-ban létrehozta Friends of the Otago Museum néven a múzeum barátainak társaságát, amelynek élén Willi Fels, a nagy mecénás állt egészen 1946-os haláláig. Skinner 1937-től igazgatóként nagy figyelmet fordított a kulturális vonatkozásokra, irányítása alatt jelentősen fejlődtek a maori és csendes-óceáni embertani és kulturális gyűjtemények. Kitűnő kapcsolatokat ápolt Willi Fels mellett a dunedini nagypolgárság más tagjaival is, és az ő segítségükkel szorgalmazta a közel-keleti és földközi-tengeri antikvitások beszerzését. Jelentős programot indított az új-zélandi őstörténet tanulmányozására is.
Az 1957-ben hivatalba lépő igazgató, Dr. Raymond Forster a biológiai kutatásokra koncentrált és mint a pókok osztályozásának szakértője, világszínvonalú gyűjteményt hozott létre ezen a téren. Utódja, Richard Cassels arra helyezte tevékenysége súlyát, hogy szélesebbre nyissa a múzeum kapuit a nagyközönség előtt. 1990-től ő állította az intézmény új tudományos központja élére Shimrath Pault, aki aztán az utódja lett. A kilencvenes években végrehajtott nagy reformok révén a múzeum látogató-központúvá vált, egy sor új kiállítását mutatott be az egyre táguló közönségnek. 2003-ban haladta meg először a látogatók száma az évi 300 000-et.

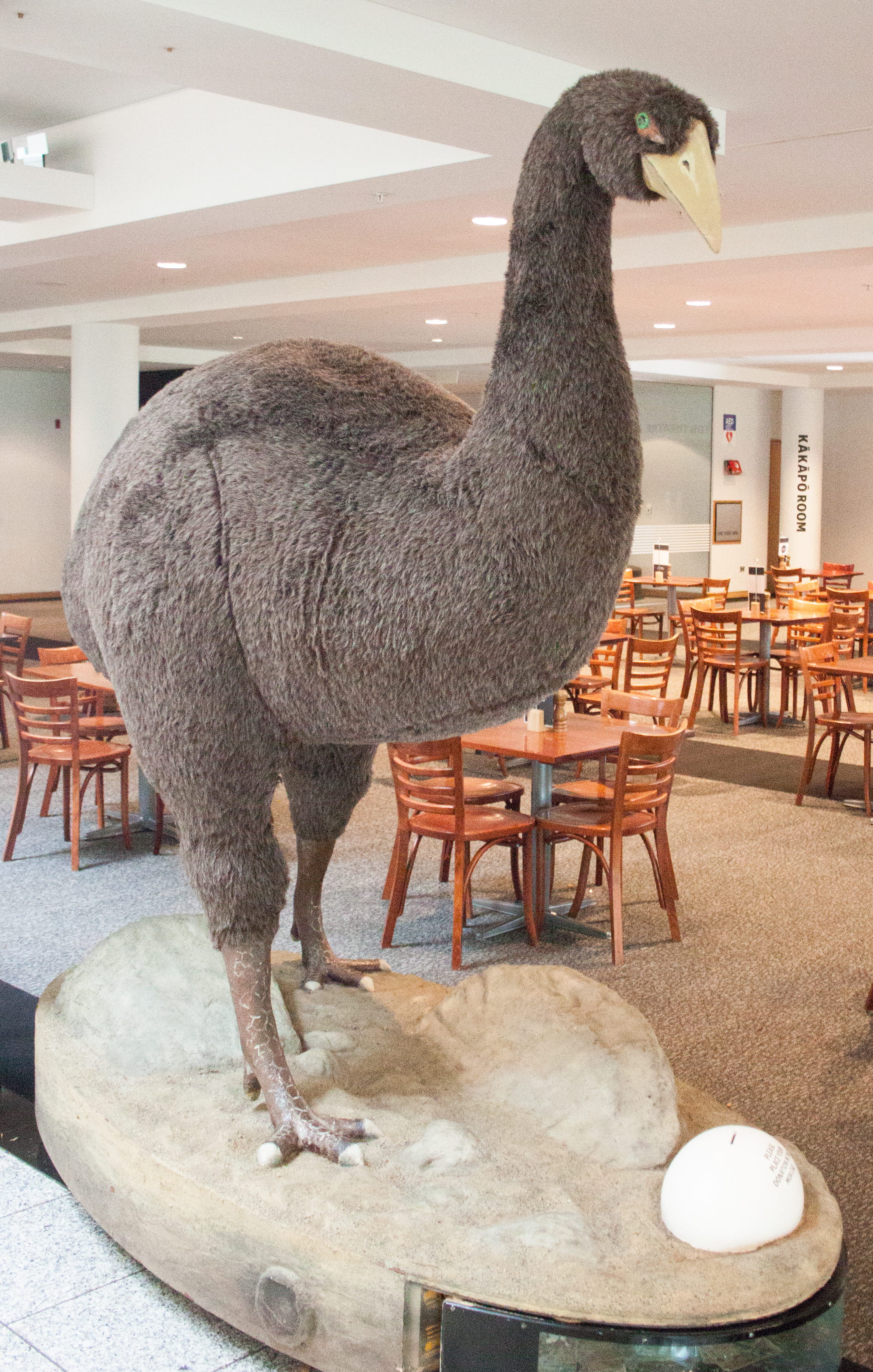
A kihalt moa madár rekonstrukciója
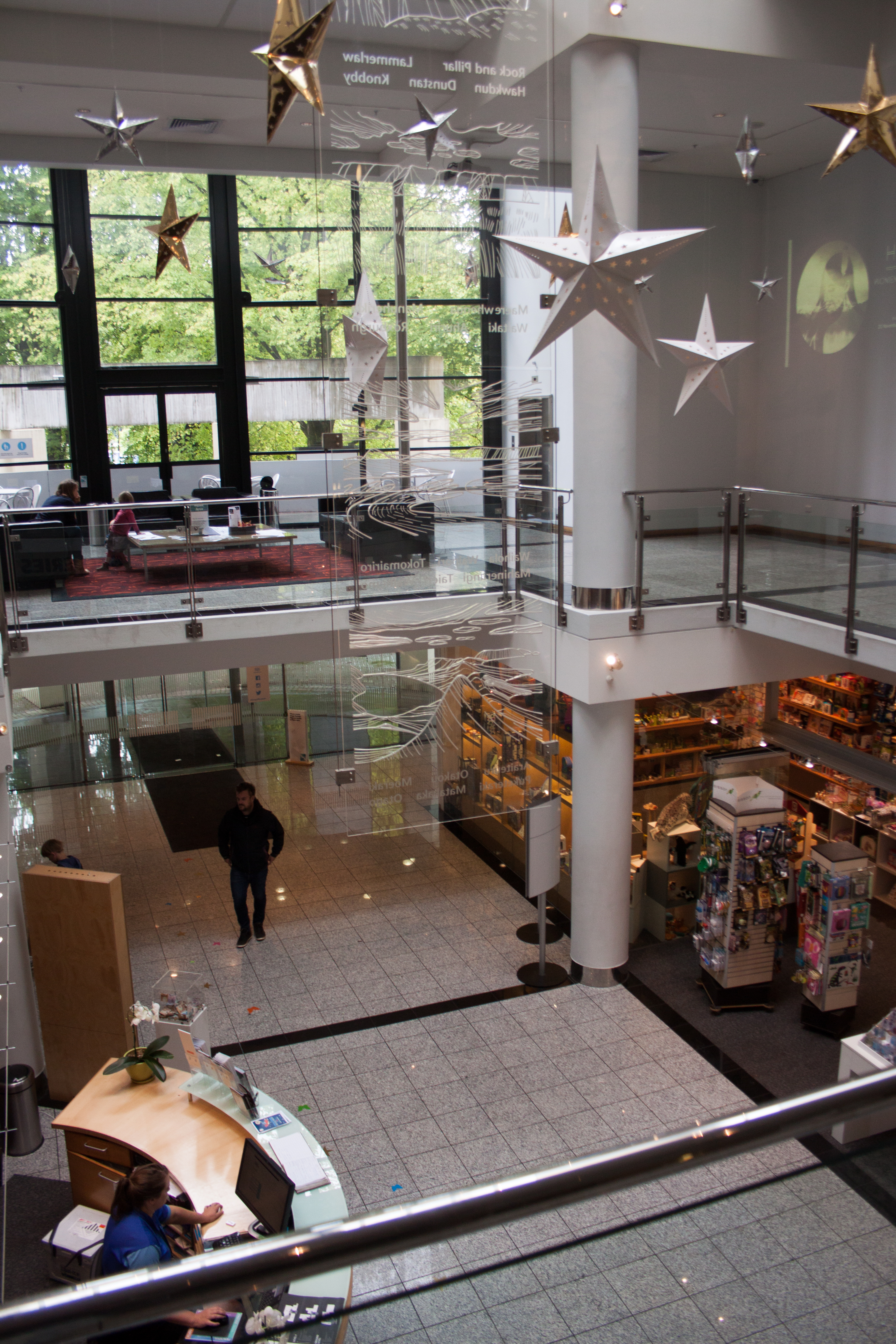
A múzeum fogadótere felülről
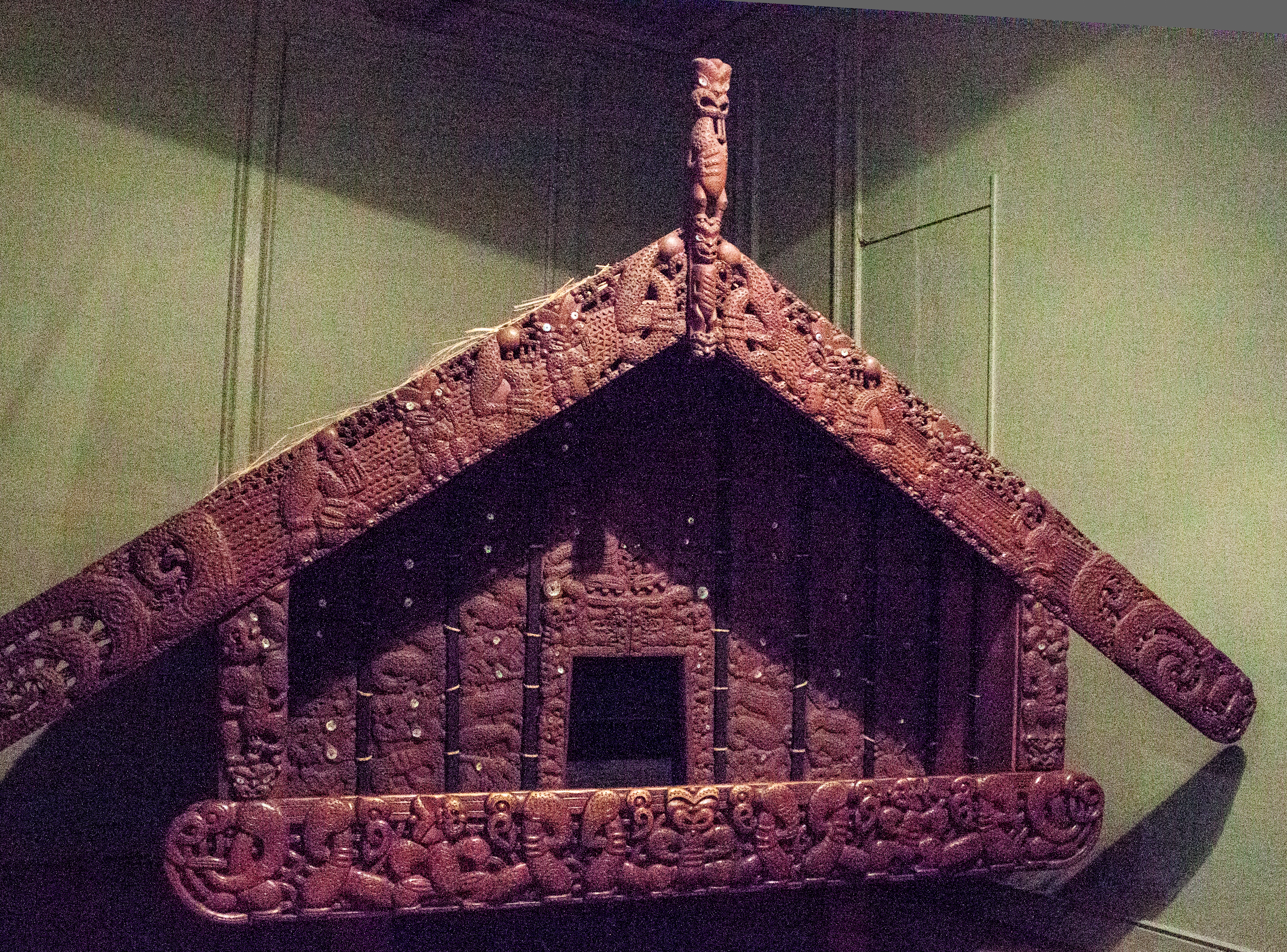
Maori közösségi ház
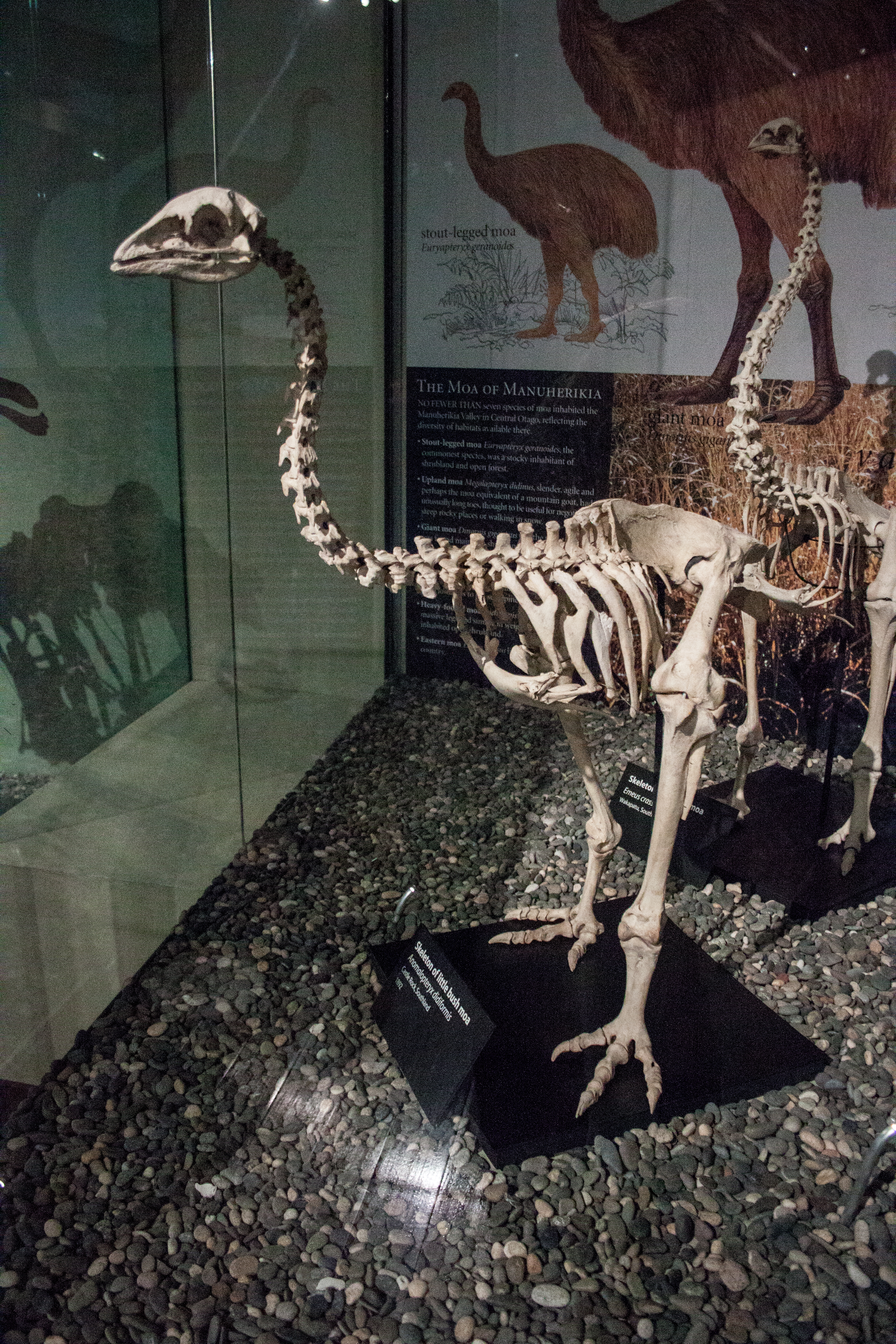
Kis bozóti moa csontváza

## Állandó kiállítások

### Southern Land, Southern People
A múzeum egyik legnagyobb, 1200 m²-es állandó kiállítása az ország déli részének természeti tájait és emberi kultúráját  mutatja be Déli föld, déli emberek címmel. Az 500 millió év történetét átfogó természettörténeti rész messze visszanyúlik azokba az időkbe, amikor ez a táj geológiailag még nem önállósodott. Az itt bemutatott leletek közül kiemelkedik egy nyolc méteres plezioszaurusz csontváza.
Új-Zéland földje a többi szárazföldtől történt elszakadás után a madarak menedéke lett. A kiállítás bemutatja az itt kialakult, nagyrészt röpképtelen madárfajok sokaságát, moaféléket, kiviféléket, a takahét, valamint a hatalmas Haast-féle sast.
A maori honfoglalás után ezek a déli vidékek zord éghajlatuk, nehezen járható hegyeik miatt nagy kihívást jelentettek a gyűjtögető vadászok számára, de később az európai telepesek számára is sok megpróbáltatást tartogatott. A kiállítás számos módon érzékelteti az itteni lakosság dacolását a nehézségekkel.

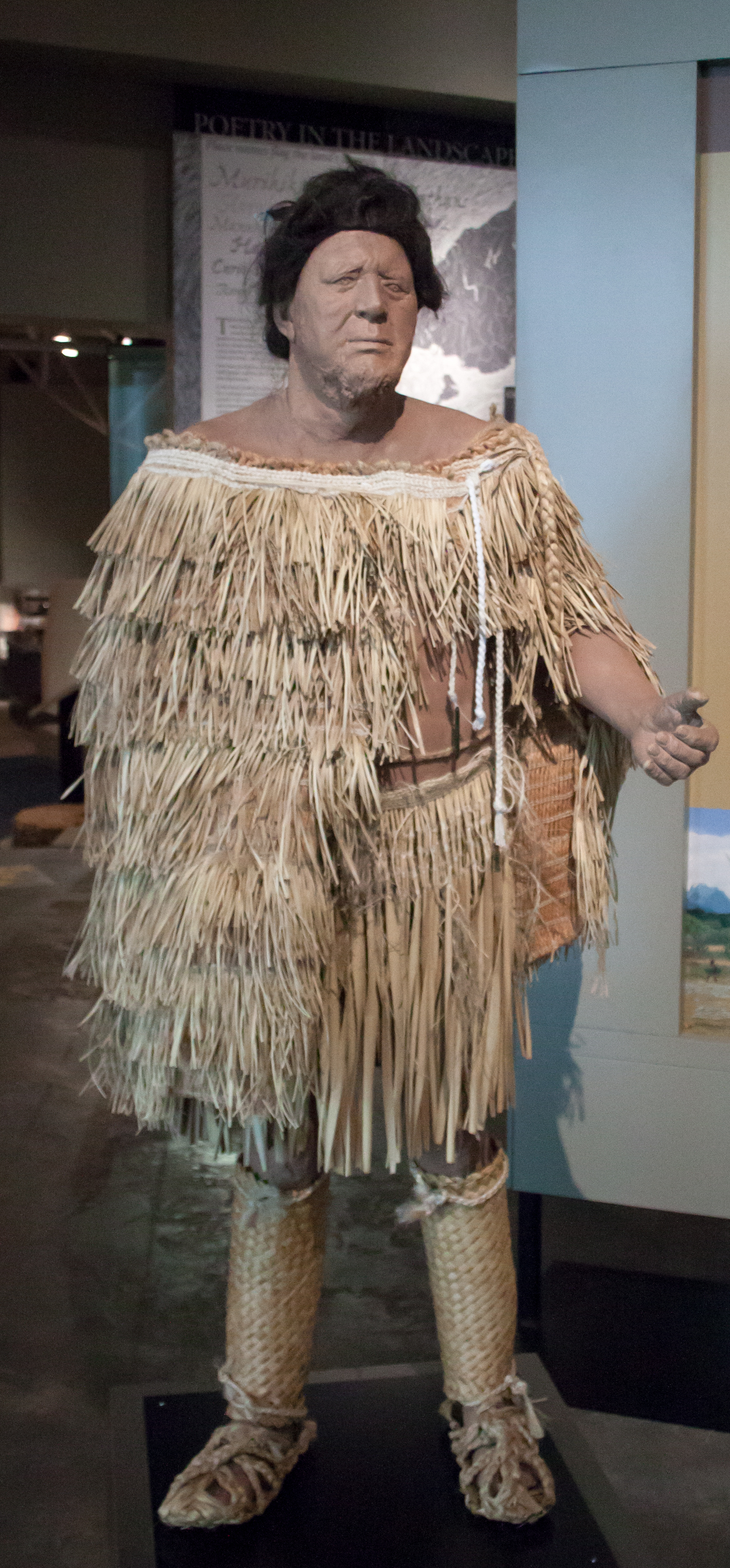
Maori öltözet a hideg délen
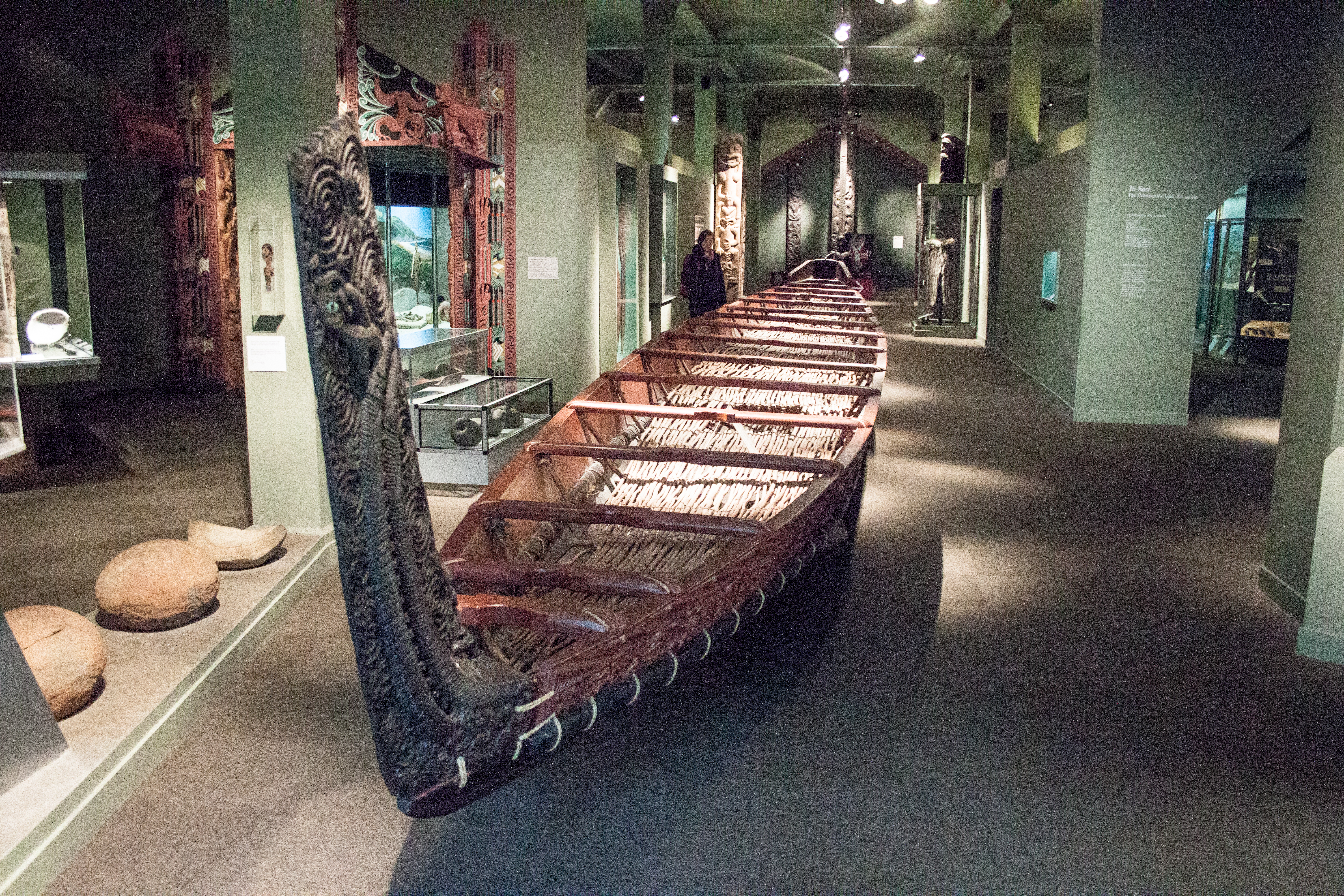
Maori kenu
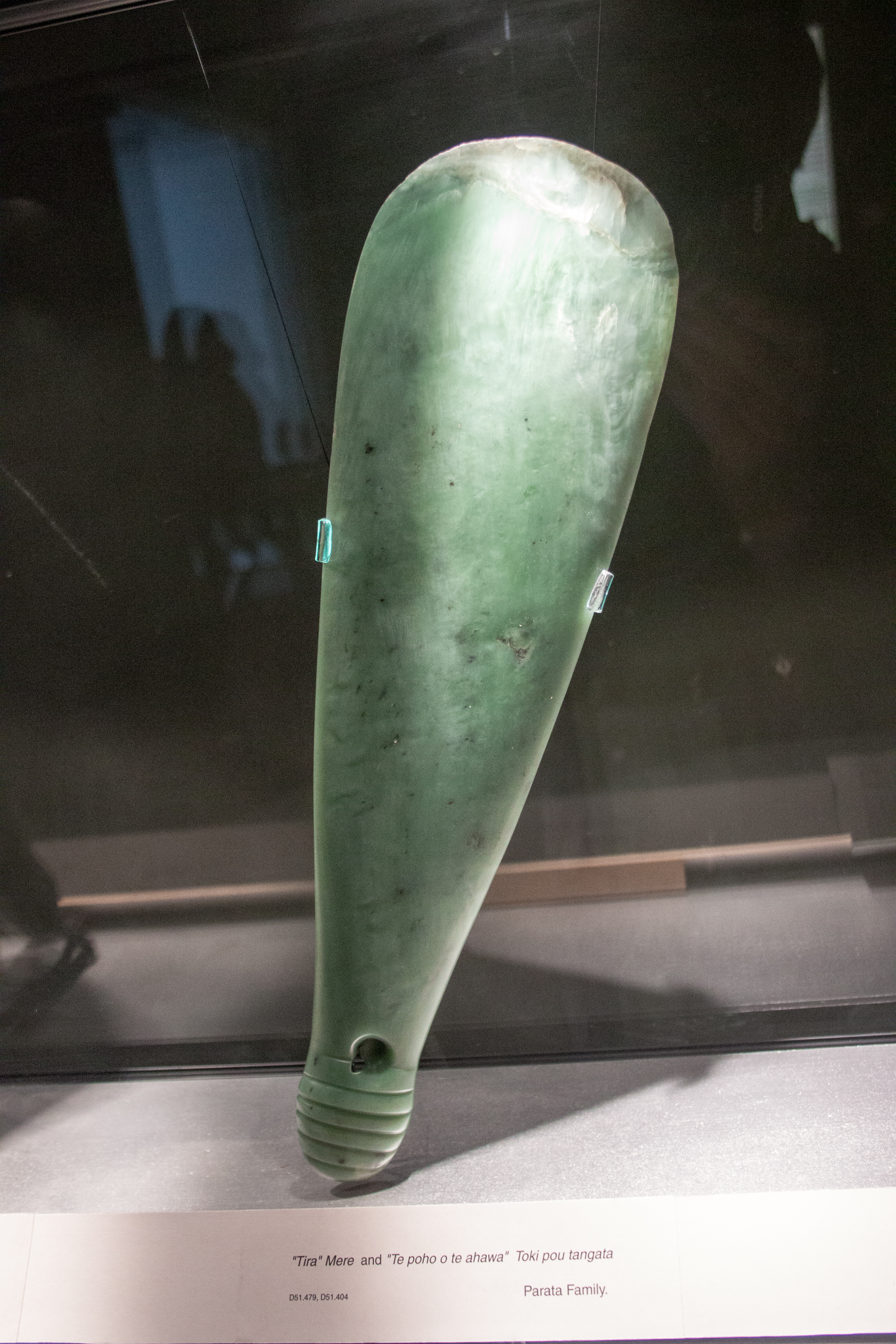
A Dél féldrágakövéből, a pounamuból készült díszfegyver, a mere
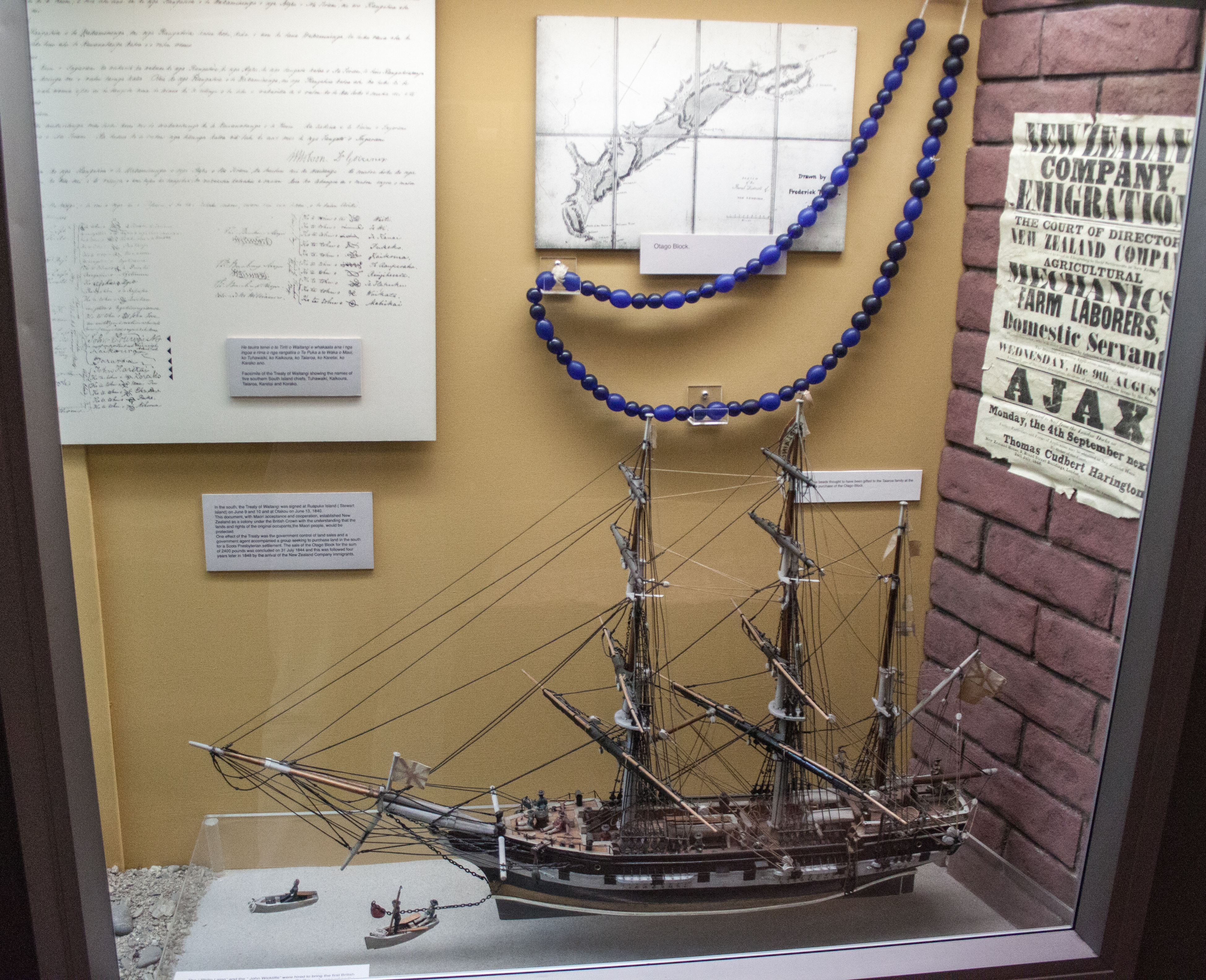
Az európai telepesek érkezése

### Tangata Whenua – A föld népe
A kiállításnak ez a része a helyi maori kultúrát és a mindennapi életet mutatja be. A Tangata Whenua maori kifejezés szó szerinti jelentése „a föld népe”, és saját magukra, a maori őslakókra utal.

### Csendes-óceáni kultúrák
A Pacific Cultures című állandó kiállítás tartalmazza a gyűjtemények egyik legrégebbi részét. A múzeum korai adományozói jelentős kollekciókat adtak át az Óceánia különböző szigetcsoportjairól, Polinéziából, Melanéziából, Mikronéziából, Pápua Új-Guineáról származó tárgyakból.

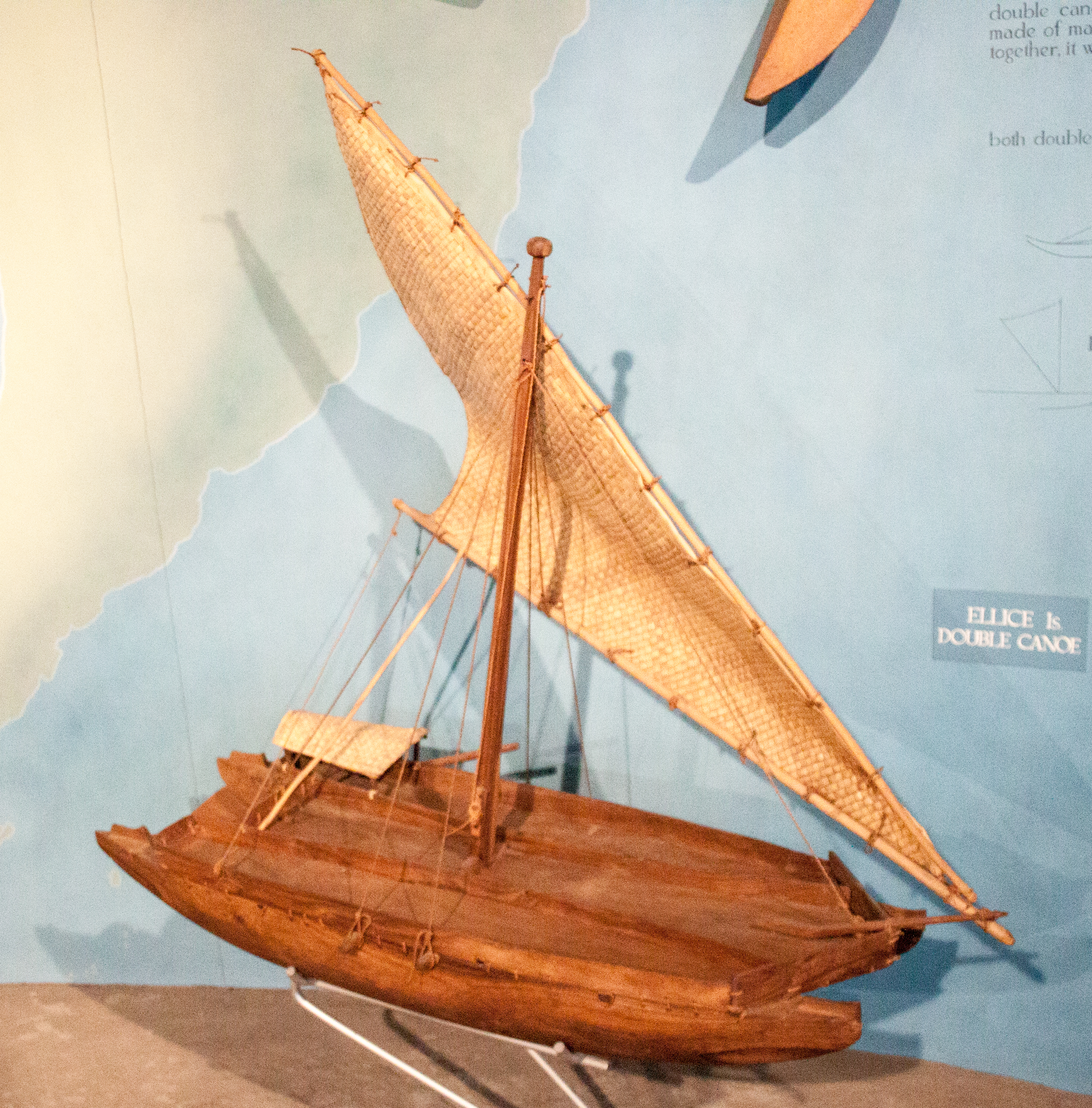
Tuvalui kenu modellje
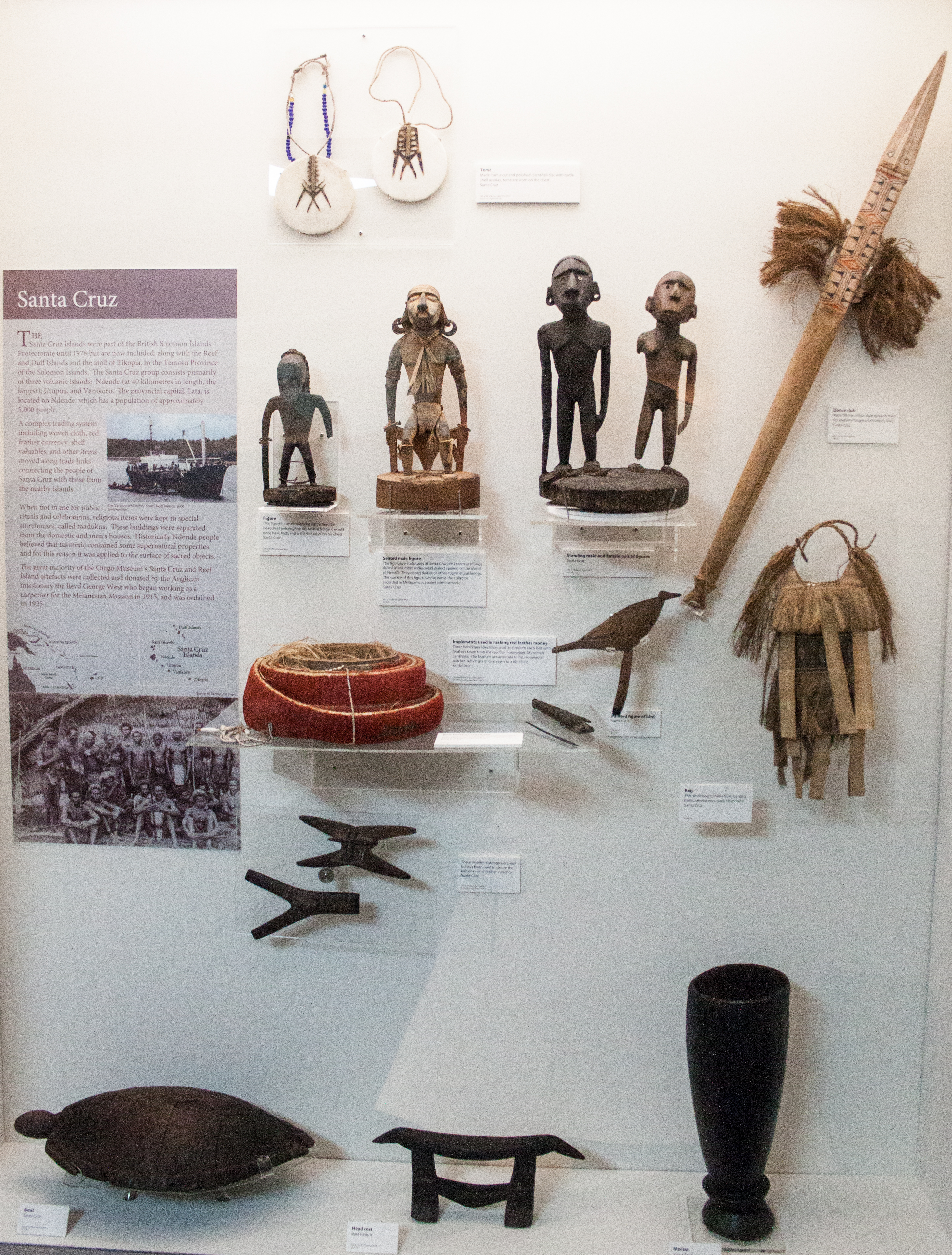
Tárgyak a Santa Cruz-szigetekről
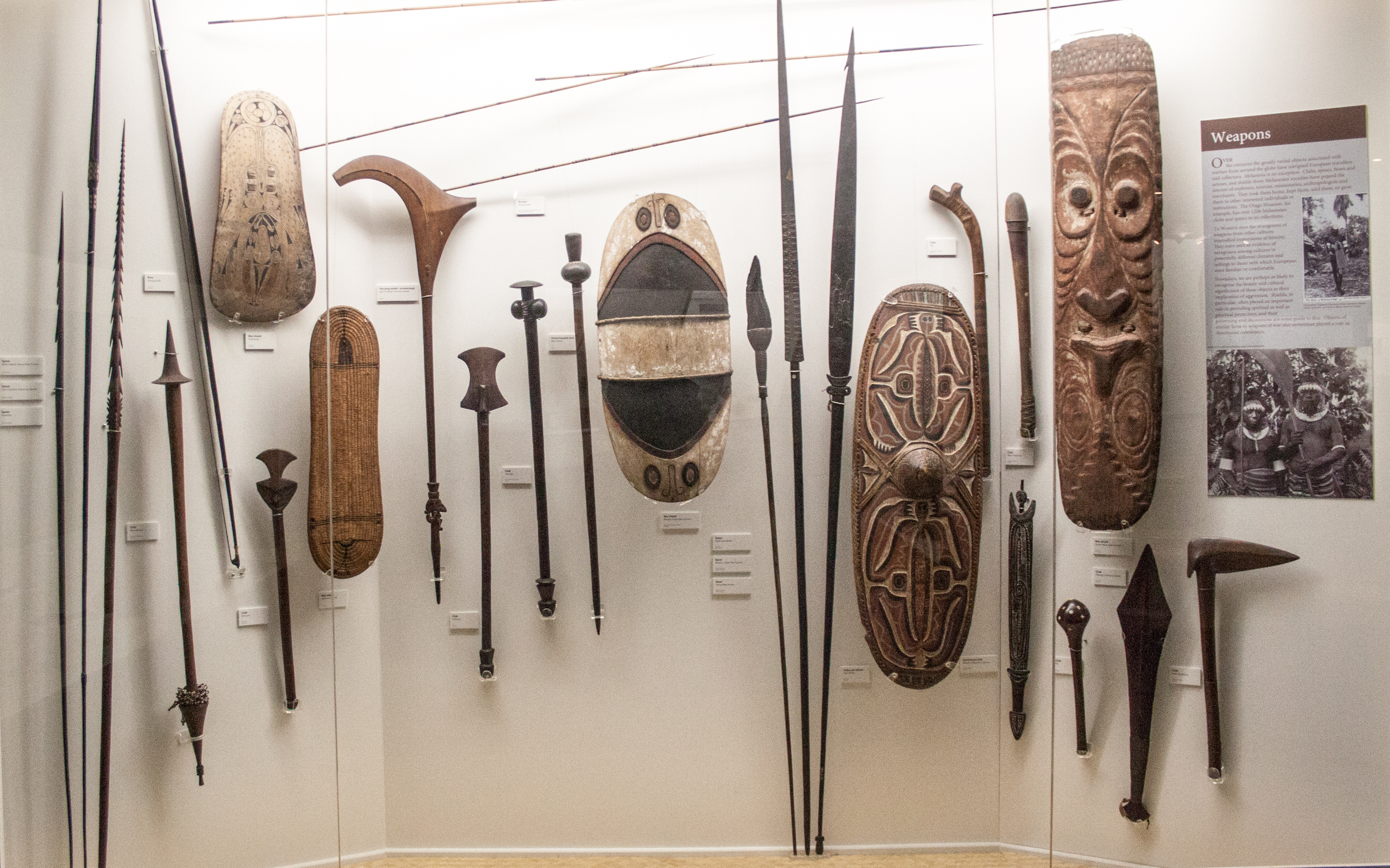
Óceániai fegyverek
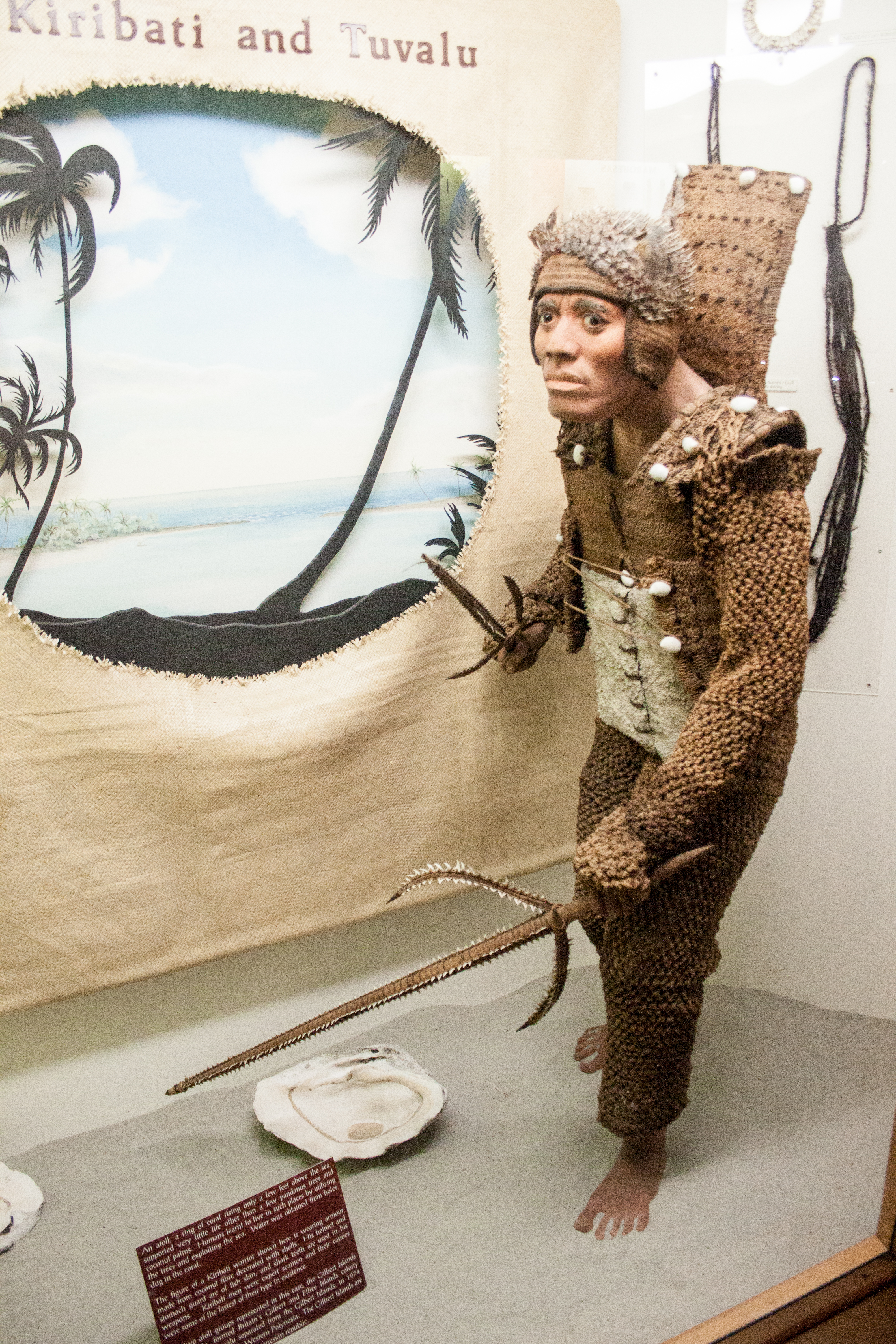
Kiribati és Tuvalu tárlója
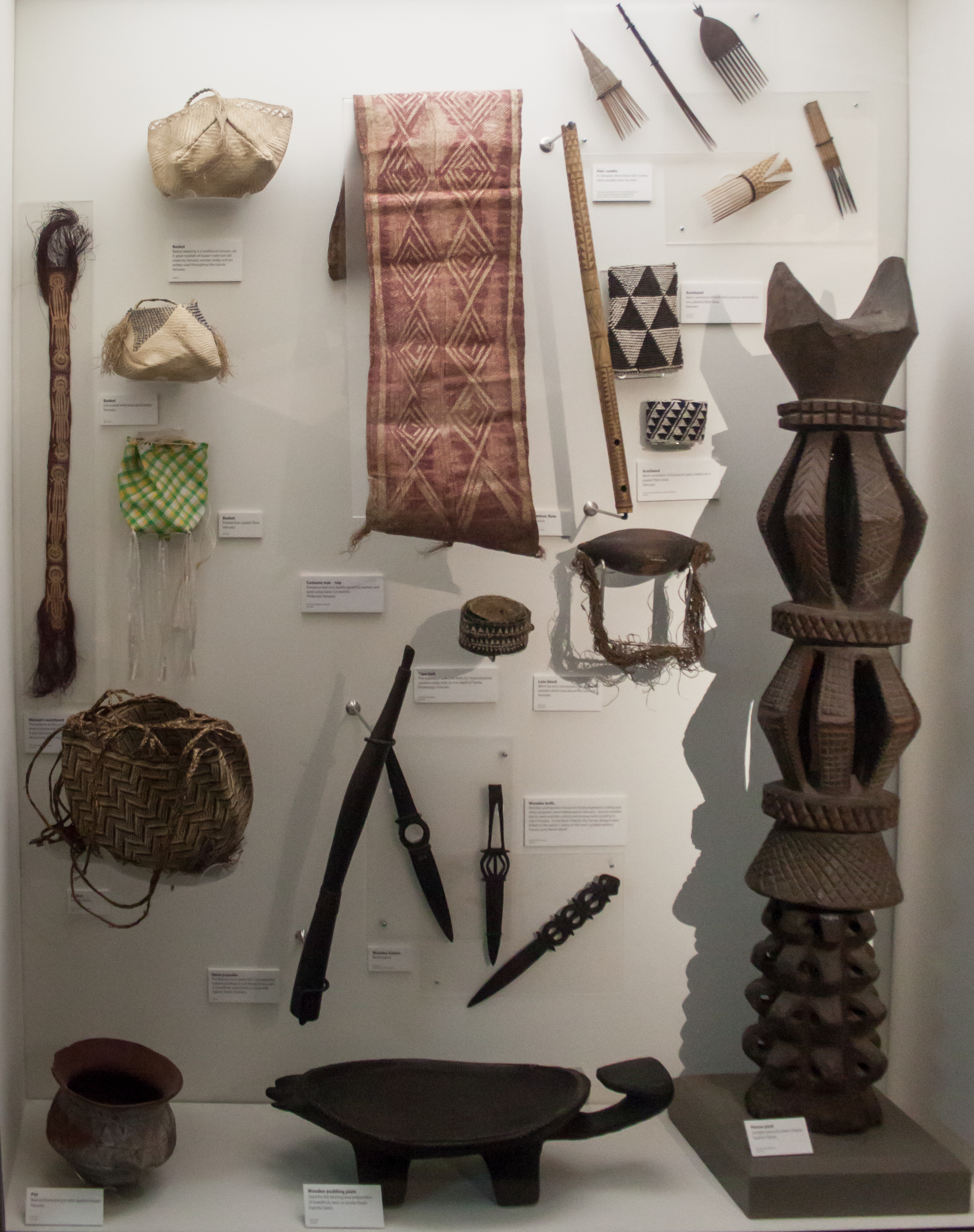
Vanuatu egyik tárlója
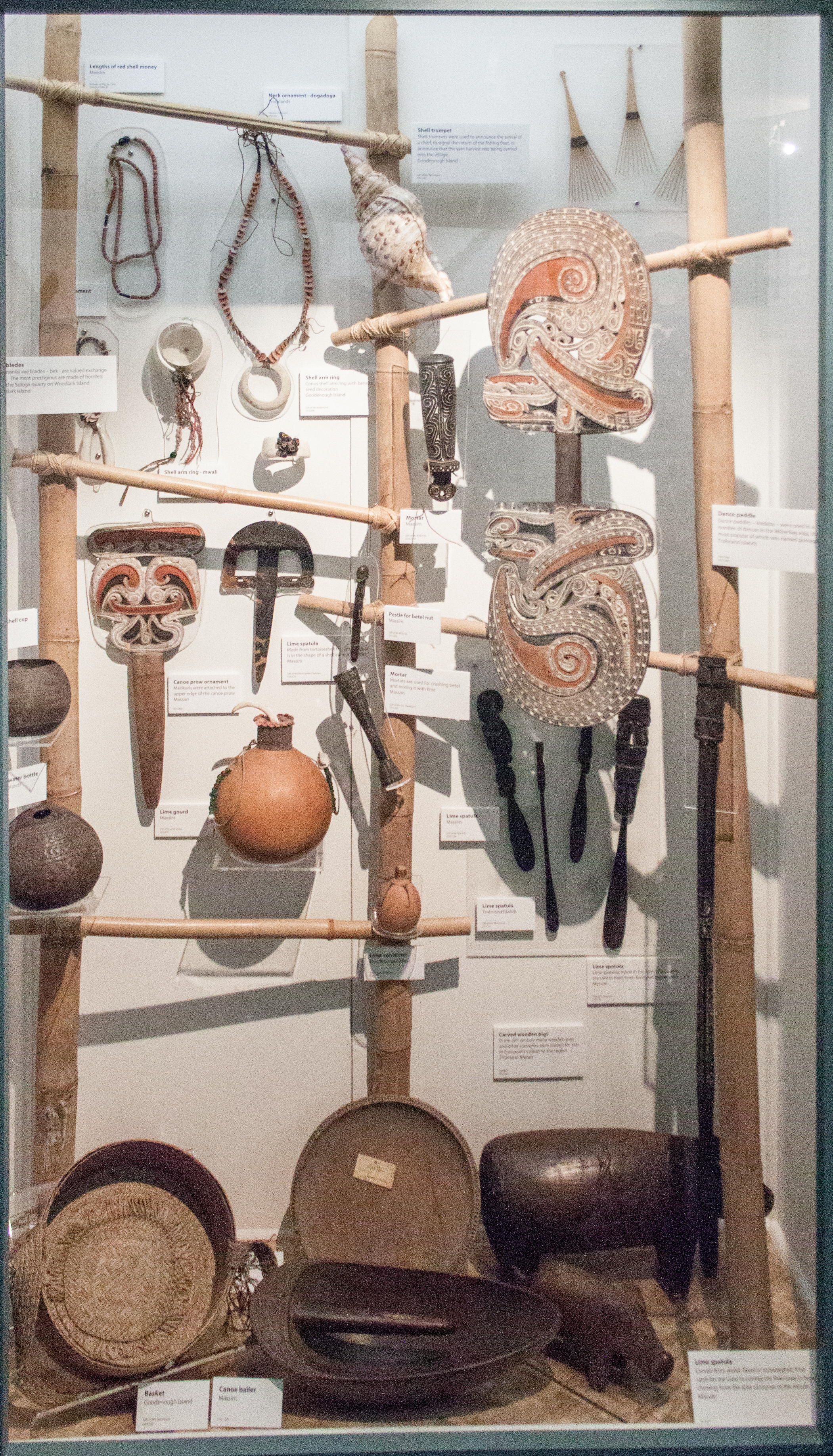
Tárgyak Pápua Új-Guineáról
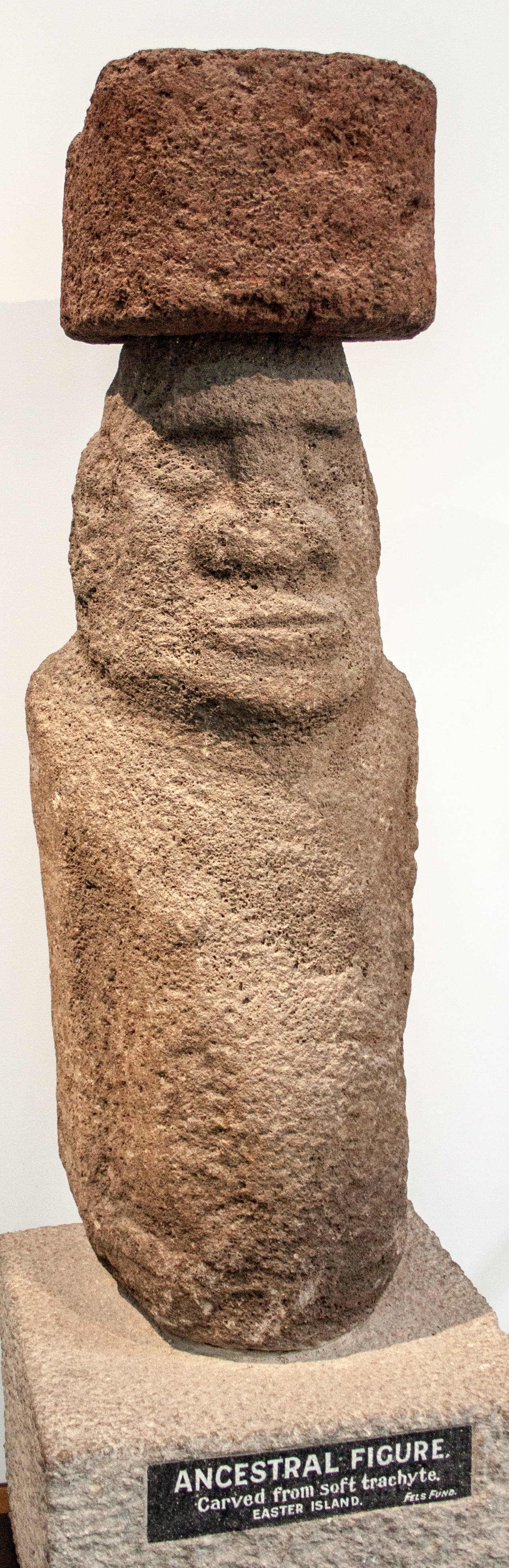
Húsvét-szigeti moai

### A világ népei
Ez az állandó kiállítás kitekintést nyújt Európa, Ázsia, Afrika történelmére. Látható itt egyiptomi múmia, római éremgyűjtemény, japán kard, viktoriánus öltözet és sok más érdekes és értékes, az adott régió történetére jellemző tárgy.

### Tengeri galéria
Új-Zéland és közelebbről Otago történelme elválaszthatatlan a tengeri hajózástól, aminek a kiállításnak ezt az állandó galériáját szentelték. A több tucatnyi értékes hajómodell mellett látható itt 19. századi búváröltözet, és egy közönséges barázdásbálna 18 méteres csontváza.

### Természeti galériák, Edmund Hillary
Az új-zélandi élővilágot részletesen bemutató kiállítások különös hangsúlyt helyeznek az egyedi madárvilág megismertetésére a látogatókkal. További hosszú távú kiállítás még a trópusi esőerdőt bemutató háromszintes galéria, élő lepkékkel és növényekkel, hat méteres vízeséssel. A múzeum előcsarnokában és lépcsőházában pedig számos tárló mutatja be Sir Edmund Hillary, a Csomolungma első megmászója, a neves új-zélandi felfedező életét és kutatói munkásságát.